# Takuja Óniši
Takuja Óniši (* 22. prosince 1975, japonsky 大西 卓哉, Hepburnův přepis Ōnishi Takuya) je japonský civilní pilot, později astronaut národní kosmické agentury JAXA, 545. člověk ve vesmíru. Při svém prvním kosmickém letu v období od července do října 2016 sloužil na Mezinárodní vesmírné stanice (ISS) jako palubní inženýr Expedice 48/49. Od dubna do srpna 2025 znovu pobýval na ISS, tentokrát již jako velitel Expedice 73. 

## Vzdělání a letecká kariéra
Takuja Óniši pochází z obvodu Nerima japonské metropole Tokia, vystudoval letecké a kosmické strojírenství na Tokijské univerzitě, po čtyřletém studiu absolvoval roku 1998 s titulem bakaláře.
Po škole nastoupil k aeroliniím All Nippon Airways (ANA), zprvu pracoval na letišti Haneda u obsluhy pasažérů, později se přihlásil do pilotních kursů. Absolvoval dvouletý letecký výcvik v Bakersfieldu v Kalifornii a roční v Tokiu. Poté, v letech 2003–2009, létal jako druhý pilot Boeingu 767.

## Kariéra v JAXA

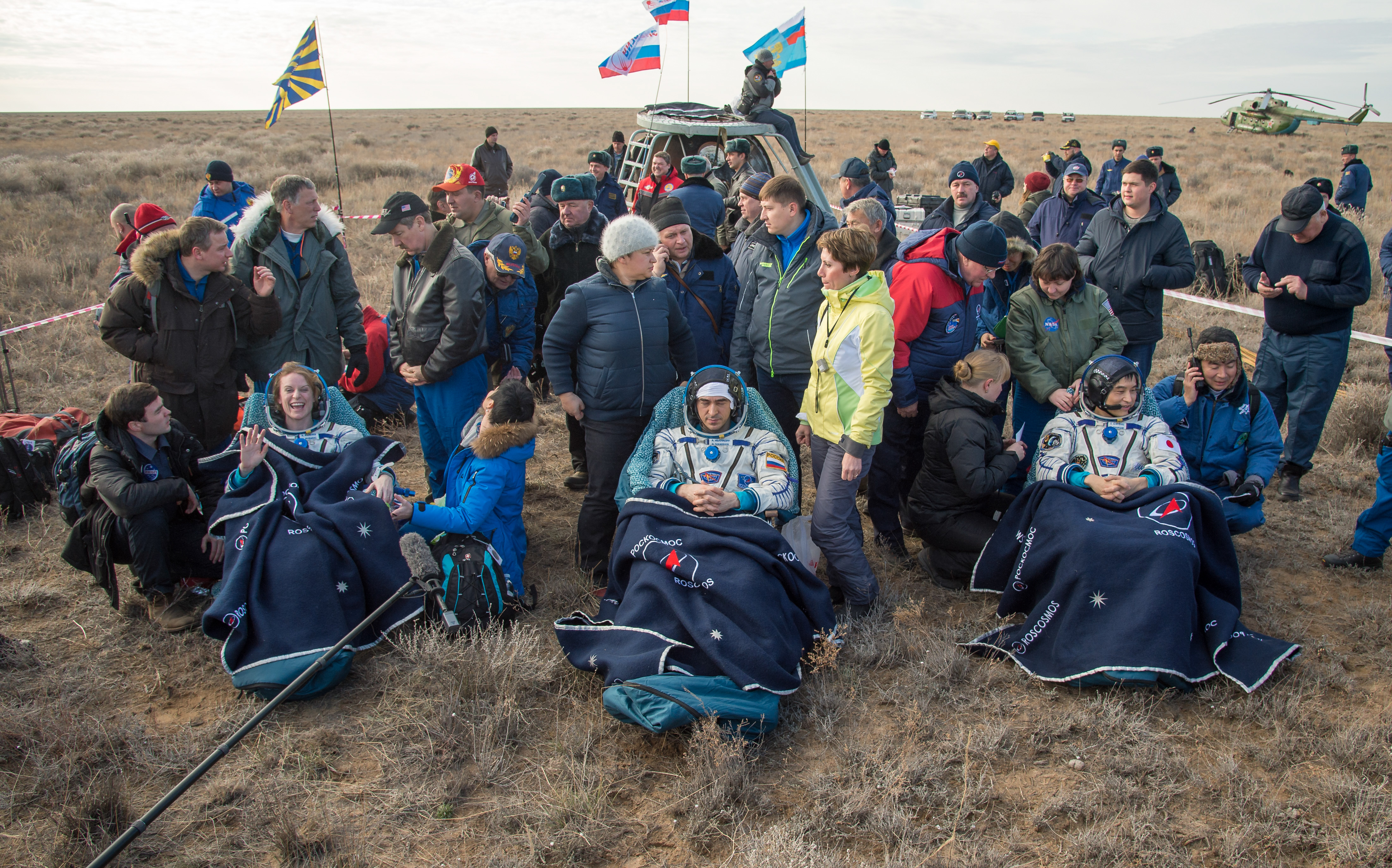
Posádka Sojuzu MS-01 bezprostředně po přistání 30. října 2016, zleva Rubinsová, Ivanišin, Óniši

Roku 2008 se přihlásil do 5. náboru japonské kosmické agentury JAXA, úspěšně prošel všemi koly výběru a 25. února 2009 JAXA oznámila jeho budoucí zařazení mezi japonské astronauty (společně s Kimijou Jui). Od 1. dubna 2009 nastoupil v JAXA na místo astronauta-kandidáta. V dubnu 2009 – červenci 2011 absolvoval kosmonautický výcvik ve středisku JAXA v Cukubě a Johnsonovu vesmírném středisku NASA v Houstonu, po jeho ukončení mu 25. července 2011 JAXA přiznala kvalifikaci astronauta.
V létě 2012 se účastnil mise NEEMO 15 v podvodní laboratoři NASA Aquarius, během níž osazenstvo laboratoře žilo třináct dní pod vodou.

### 1. kosmický let
V listopadu 2013 JAXA oznámila začlenění Ónišiho do Expedice 48/49 na Mezinárodní vesmírné stanice (ISS). Jeho půlroční let na ISS byl plánován na červen – listopad 2016. Do vesmíru měl letět v kosmické lodi Sojuz MS-01 společně s Anatolijem Ivanišinem a Kathleen Rubinsovou. Trojice byla současně záložní pro Sojuz TMA-19M, který odstartoval k ISS v polovině prosince 2015. Sojuz MS-01 s Ónišim a jeho druhy odstartoval z kosmodromu Bajkonur 7. července 2016, o dva dny později se spojili se stanicí. Na stanici pracoval téměř čtyři měsíce ve funkci palubního inženýra. Dne 30. října 2016 se s Ivanišinem a Rubinsovou ve stejné lodi vrátili na Zem po letu trvajícím 115 dní, 2 hodiny, 21 minut a 19 sekund.

### 2. kosmický let
Počátkem srpna 2024 NASA oznámila zařazení Ónišiho na jeho druhý let na ISS v roli letového specialisty mise SpaceX Crew-10 s plánovaným startem na jaře 2025. Na stanici odletěl z Kennedyho vesmírného střediska na Floridě 14. března 2025 společně s velitelkou Anne McClainovou, pilotkou Nichole Ayersovou a dalším letovým specialistou Kirillem Peskovem, aby tam strávil zhruba půl roku jako velitel Expedice 73, když den před jejím začátkem (19. dubna 2025) převzal symbolický klíč od stanice z rukou předchozího velitele Alexeje Ovčinina, a to jako třetí japonský astronaut v historii ISS. Klíč i funkci předal 5. srpna 2025 svému nástupci, ruskému kosmonautu Sergeji Ryžikovovi.
Jen o tři dny později celá posádka Crew-10 se svou lodí od stanice odpojila a po 17 hodinách, již 9. srpna 2025, přistála do vod Tichého oceánu při pobřeží Kalifornie.  Let trval 147 dní, 16 hodin a 29 minut.

## Osobní život
Takuja Óniši je ženatý, má dvě děti.